# بانو آلکان
بانو آلکان (انگلیسی: Banu Alkan؛ زادهٔ ۱ آوریل ۱۹۵۸) بازیگر، مدل (شخص)، و خواننده اهل ترکیه است. وی از سال ۱۹۷۴ میلادی تاکنون مشغول فعالیت بوده‌است.